# 15625 Agrawal
15625 Agrawal è un asteroide della fascia principale. Scoperto nel 2000, presenta un'orbita caratterizzata da un semiasse maggiore pari a 2,5808932 au e da un'eccentricità di 0,1368271, inclinata di 15,55217° rispetto all'eclittica.